# Estònia (telefilm)
Estònia (títol original, Estonia) és un telefilm alemany de Dagmar Seume del 2017. És la tercera entrega de la sèrie de pel·lícules de ficció criminal d'ARD Més enllà del Nord amb els actors Hinnerk Schönemann i Henny Reents en els papers principals. S'ha doblat al valencià per a À Punt, que la va estrenar el 21 d'abril de 2024.
La pel·lícula es va rodar el 2015 i inicialment estava previst emetre's l'estiu del 2016. El títol provisional era Estonia 12.
La primera emissió del 30 de març de 2017 al canal alemany Erste va assolir els 5,96 milions d'espectadors i una quota d'audiència del 19,2 %.